# Thaumastochloa major
Thaumastochloa major är en gräsart som beskrevs av Stanley Thatcher Blake. Thaumastochloa major ingår i släktet Thaumastochloa och familjen gräs. Inga underarter finns listade i Catalogue of Life.